# Hermíone (mitología)

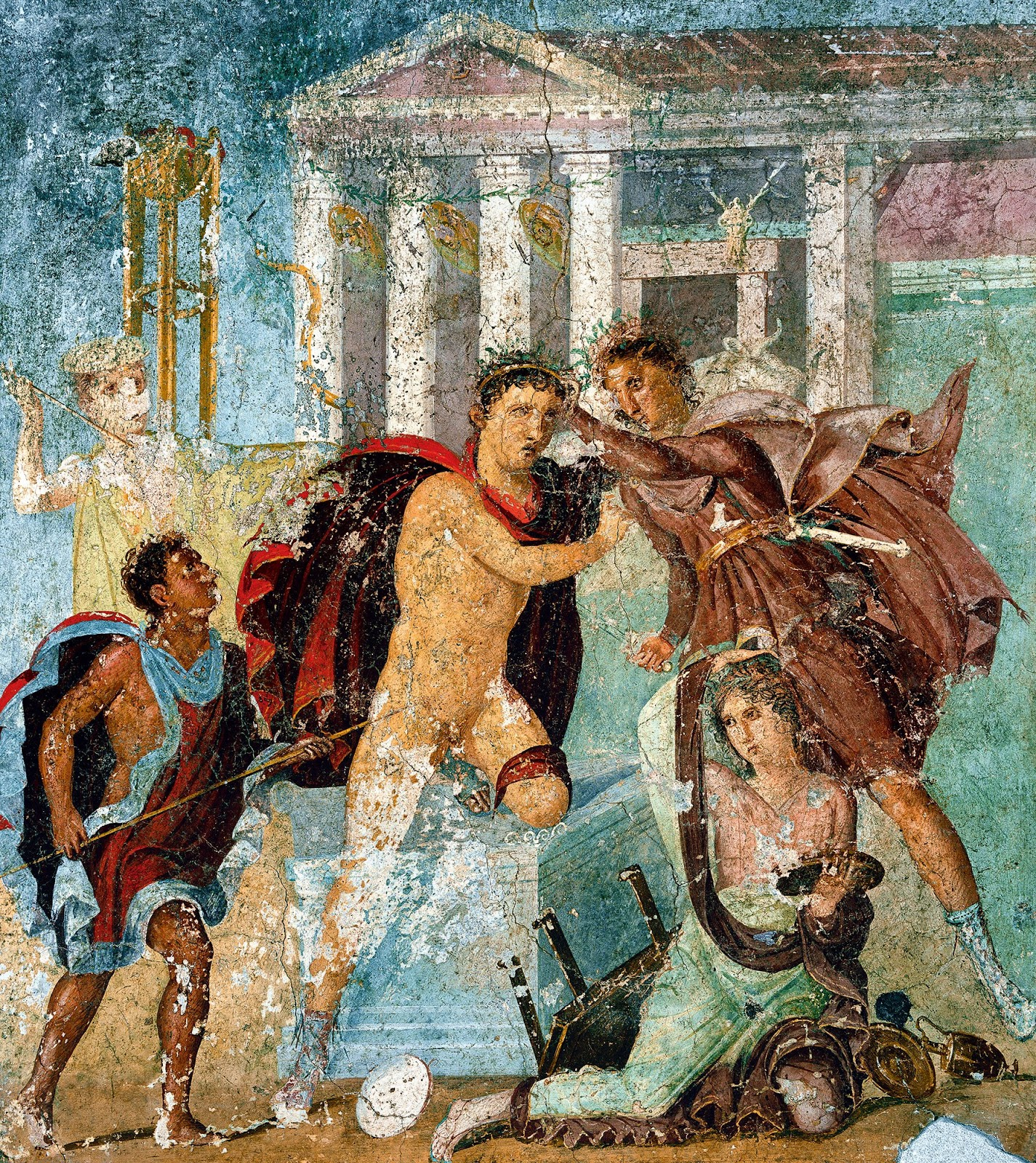
Representación, en un fresco del triclinio de invierno de la casa de Marco Lucrecio Frontón (Pompeya), de una escena de la tragedia Andrómaca, de Eurípides: la muerte de Neoptólemo; Hermíone está arrodillada.

En la mitología griega, Hermíone (en griego Ἑρμιόνη) era hija de los reyes Menelao y Helena, y hermana de Nicóstrato. El Catálogo de mujeres dice que «Helena, sin esperarla, dio a luz en palacio a Hermíone de hermosos tobillos» y que justo tras su nacimiento se reunieron los dioses para decidir el destino de la guerra de Troya, que estaba predestinada a suceder. No obstante, también se dice que cuando Helena fue raptada por Paris, ésta abandonó a Hermíone cuando contaba solo con nueve años de edad.
Antes de que estallara la guerra de Troya Hermíone había sido prometida a su primo Orestes, rey de Micenas, por mediación de su abuelo Tindáreo. A pesar de que Hermíone amaba a Orestes más tarde Menelao, en el transcurso de la guerra, y en contra de la voluntad de la muchacha, prometió su mano a Neoptólemo, el hijo de Aquiles. Aquél la trataba con violencia, arrastrándola del pelo por el suelo, y por eso Hermíone despreciaba a Neoptólemo.
Los antiguos poetas no se ponían de acuerdo acerca de la promesa matrimonial de Hermíone. Así  Eurípides dice que Orestes se quejaba de la falsa promesa que hizo Menelao al quebrantarla para favorecer a sus aliados durante la guerra. En cambio Ovidio alega que la idea fue de Tindáreo y que Menelao, sin saberlo, ofreció a su hija para Neoptólemo. Sea como fuere la Odisea nos dice que el matrimonio entre Hermíone y Neoptólemo sucedió diez años después de la finalización de la guerra, tal y como Menelao le explicó a Telémaco.
Poco tiempo después de establecerse en su nueva vida doméstica en Ftía, surgió una disputa entre Hermíone y Andrómaca, que había sido entregada como botín de guerra para Neoptólemo. Hermíone, frustrada porque no conseguía engendrar hijos con su esposo, culpaba de su esterilidad a Andrómaca, creyendo que ésta la había embrujado para evitar que ella pudiera dar a luz. Hermíone, furiosa, le pidió a su padre Menelao que diera muerte a Andrómaca y a su hijo, aprovechando que Neoptólemo se encontraba viajando a Delfos. Por suerte Peleo tuvo su intervención y evitó que sucediera una tragedia.
Neoptólemo, con tal de saber si lo que decía su mujer era cierto o no, y preocupado por la privación de hijos, decidió acudió al oráculo de Delfos, donde se encontró con Orestes, quien tendría que haber sido el marido de Hermíone. En la lucha a muerte que mantuvieron por la posesión de la muchacha, fue Neoptólemo quien murió. Orestes viajó entonces a Ftía y se llevó a Hermíone.
Ya en Micenas Orestes casó a su hermana Electra con Pílades y él a su vez se casó con Hermíone, o según algunos con Erígone. Tuvo como hijo a Tisámeno pero murió en la Oresteo arcadia debido a una mordedura de una serpiente. Pausanias dice que Hermíone fue la madre de Tisámeno pero otros dicen que Pentilo nació como un hijo bastardo, habido entre Orestes y Erígone. Sosífanes y Asclepíades dicen, en cambio, que de Hermíone y Neoptólemo nació Anquíalo, pero Dexio dice que Ptío y Alejandro que Peleo.
Sobre el final de Hermíone, finalmente, tras su muerte, fue destinada en los campos Elíseos, en compañía de sus padres. Otros dicen que Hermíone finalmente se desposó, tras su apoteosis, con Diomedes, y que ahora es una diosa, junto con sus tíos, los Dioscuros.
Su madre fue su mejor maestra en lo referido a sus poderes, belleza e inteligencia.